# Violeta Dinescu
Violeta Dinescu  (født 13. juli 1953 i Bukarest, Rumænien) er en rumænsk/tysk komponist, pianist og professor.
Dinescu studerede komposition på Ciprian Porumbescu Musikkonservatoriet i Bukarest hos Myriam Marbe. Hun har skrevet orkesterværker, kammermusik, balletmusik, operaer, korværker, sange etc. Hun flyttede til Tyskland i (1982), hvor hun lever i dag, som freelance komponist og her har hun været lærer i komposition på mange tyske universiteter bl.a. i byen Heidelberg og Frankfurt. Hun er i dag professor i komposition på Universitet i Oldenburg.

## Udvalgte værker
- Akrostichon (1983) - for orkester
- L'ORA X (1995) - for orkester
- Cirklen (1985) - ballet
- Effi Briest (1998) - ballet